# Idaea punctivalida
Idaea punctivalida är en fjärilsart som beskrevs av Inoue 1943. Idaea punctivalida ingår i släktet Idaea och familjen mätare. Inga underarter finns listade i Catalogue of Life.